# Campylomormyrus tamandua
Campylomormyrus tamandua är en fiskart som först beskrevs av Günther, 1864.  Campylomormyrus tamandua ingår i släktet Campylomormyrus och familjen Mormyridae. IUCN kategoriserar arten globalt som livskraftig. Inga underarter finns listade.